# Josef Krčka
Josef Krčka (8. března 1853 Rakvice – 1934) byl rakouský politik české národnosti z Moravy; poslanec Moravského zemského sněmu.

## Biografie
Byl synem pololáníka Martina Krčky. Otec brzy zemřel a Josef převzal společně s matkou Annou správu hospodářství. Matka zemřela, když mu bylo 18 let. Vychodil školu v Rakvicích. Ve věku 21 let byl odveden na tři roky do armády. Sloužil u 7. dělostřeleckého pluku. Po návratu z vojny prodal dům a koupil usedlost čp. 33 v Rakvicích. Jeho manželkou byla Veronika Křivánková. Měli dva syny a dvě dcery. Později vychovával dalších šest dětí od druhé manželky. Od roku 1882 zasedal v obecní radě. Post obhájil i ve volbách roku 1885 a 1891. Roku 1895 se stal starostou Rakvic. V úřadu setrval po šest let. Od roku 1897 byl předsedou školní rady v Rakvicích a působil i jako člen hospodářského spolku ve Velkých Pavlovicích. V roce 1906 se podílel na založení Potravního spolku a roku 1902 i poštovního úřadu v Rakvicích. Roku 1911 byl zvolen do výboru Kontribučenské záložny. Měl podíl na založení hasičského sboru a byl jeho dlouholetým náčelníkem. Od roku 1896 byl i předsedou župní hasičské jednoty. Roku 1917 mu byl udělen Válečný kříž pro civilní zásluhy II. třídy.
Zapojil se i do vysoké politiky. Již v zemských volbách 1902 kandidoval na Moravský zemský sněm, ale tehdy ho porazil Jakub Kobzík. Až v zemských volbách 1906 se stal poslancem Moravského zemského sněmu, za kurii venkovských obcí, český obvod Hustopeče, Klobouky u Brna, Mikulov. Mandát obhájil v zemských volbách 1913 za kurii venkovských obcí, obvod Bučovice, Žďánice. Kandidoval za Katolickou stranu národní na Moravě. Na sněmu byl v září 1907 zvolen do zemědělského odboru, do odboru pro honební zákon, do odboru pro vodní cesty a do nouzového odboru. Od září 1908 zasedal v odboru pro kontribučenské fondy. V září 1910 ho poslanci zvolili do sněmovního odboru komunikačního, vodocestného, železničního, nouzového odboru pro kontribučenské záležitosti. V září 1911 usedl do odboru zemědělského, vodocestného, pro vojenské záležitosti, pro nouzové záležitosti a pro kontribučenské záležitosti. V červenci 1913 se stal členem sněmovního zemědělského odboru, odboru pro vodocestné záležitosti a odboru pro záležitosti kontribučenských fondů.
Za první republiky se podílel na zakládání Československé strany lidové a vedl její pobočku v Rakvicích. Byl členem zemědělské rady, melioračního svazu, okresní školní rady, vodního družstva v Rakvicích a výboru Hospodářské záložny v Hustopečích. Zasedal v předsednictvu Nákupního a prodejního družstva ve Velkých Pavlovicích a členem komise chovu hovězího dobytka pro okres Hustopeče (od roku 1911 coby předseda).
V závěru života trpěl ztrátou zraku. Zemřel roku 1934.